# Christian Ludwig Brehm

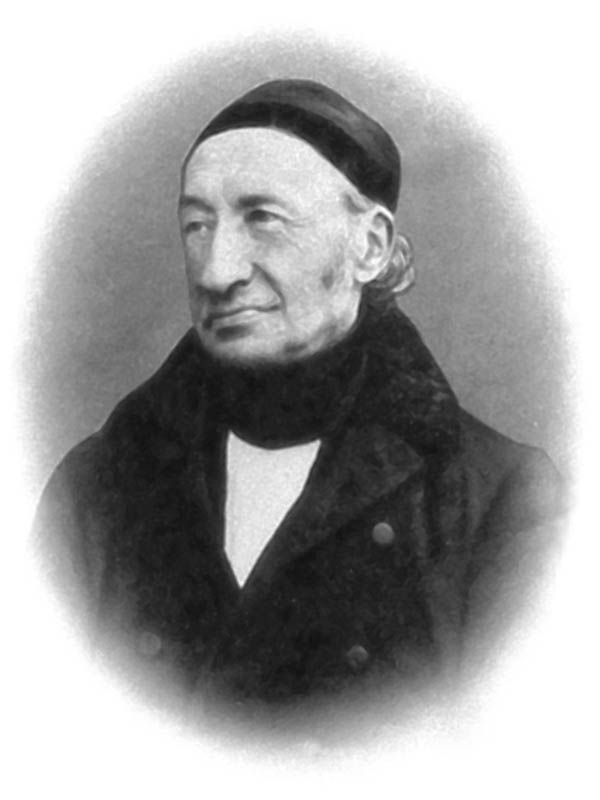
Christian Ludwig Brehm

Christian Ludwig Brehm (* 24. Januar 1787 in Schönau vor dem Walde; † 23. Juni 1864 in Renthendorf) war ein deutscher evangelischer Pfarrer und Ornithologe, der sich insbesondere durch das Anlegen einer außergewöhnlich großen Sammlung an Vogelbälgen und ihrer Erforschung einen Namen machte. Am Ort seines Schaffens als Pfarrer und Ornithologe, dem Pfarrhaus in Renthendorf, befindet sich heute ein Museum, die Brehm-Gedenkstätte. Brehm predigte als Dorfpfarrer 50 Jahre in der Dorfkirche Renthendorf.
Christian Ludwig Brehm ist der Vater von Alfred Brehm, dem Autor der Tierenzyklopädie Brehms Tierleben, und Reinhold Brehm, dem Wegbereiter der spanischen Ornithologie.

## Leben

### Kindheit und Ausbildung
Christian Ludwig Brehm wurde am 24. Januar 1787 in Schönau vor dem Walde bei Gotha (Thüringen) geboren. Sein Vater war der Schönauer Pfarrer Carl August Brehm, seine Mutter Sophia Christiana Philippa, geb. Heimberger. Schon früh in seiner Jugend, im Alter von nur 4 Jahren, entwickelte Brehm ein Interesse für die Vogelwelt und sammelte Federn, Eier und Nester. Während Brehm in Ernstroda seinen ersten Schulunterricht erhielt, wirkte am Philanthropin im nahegelegenen Schnepfenthal Johann Matthäus Bechstein als Lehrer für Naturgeschichte. Diese Lehranstalt mit ihrer Vogelsammlung sowie die Kontakte zu Bechstein beförderten das naturkundliche Interesse Brehms weiter. Ein Schwager Bechsteins brachte ihm auch das Ausblasen von Vogeleiern bei, etwas später erlernte er das Präparieren, so dass er mit 11 Jahren bereits über eine kleine Eier- und Vogelsammlung verfügte. Von 1800 bis 1807 besuchte Brehm das Gothaer Gymnasium Illustre, welches bis heute unter dem Namen Gymnasium Ernestinum existiert. Brehm zeichnete sich durch sehr gute Leistungen aus und erteilte schon als Primaner seinen Mitschülern Privatunterricht, während er in den Ferien weiter am Aufbau seiner Vogelsammlung arbeitete.
Nach Abschluss der Schule wurde Brehm zu Ostern 1807 an der Universität Jena zum Studium der Theologie immatrikuliert. Auch hier wurde er sehr bald mit der Erteilung von Unterricht betraut. Nach nur fünf Semestern konnte er die Hochschule mit guten Empfehlungen verlassen, um seine Kandidatenzeit zu absolvieren. Im Anschluss war er zweieinhalb Jahre als Hauslehrer bei der Familie von Stein auf einem Rittergut in Lausnitz bei Neustadt an der Orla tätig. Am 8. März 1812 wurde er in Altenburg zum Pfarrer in Drackendorf ordiniert und wirkte dort von April bis Dezember. Zu Weihnachten desselben Jahres erhielt er eine  Stelle als Vakanzvertreter in Renthendorf.

### Leben in Renthendorf

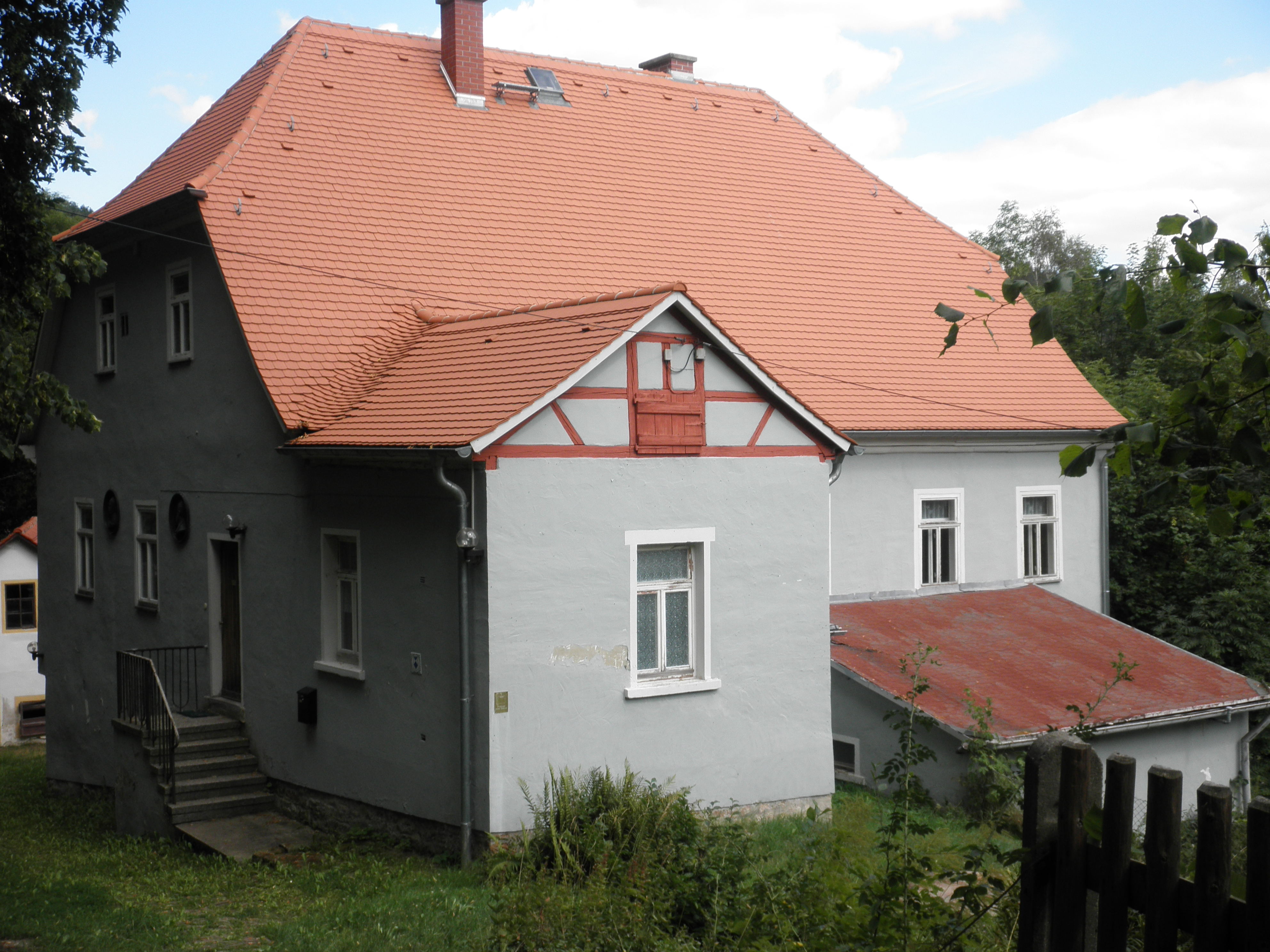
Das Pfarrhaus in Renthendorf (Thüringen): Wohnhaus C. L. Brehms und aktuelles Ausstellungsgebäude der Brehm-Gedenkstätte

Am 1. Januar 1813 wurde Christian Ludwig Brehm im Kirchspiel Unterrenthendorf eingeführt. Sein weiteres Leben war – ganz im Gegensatz zum Leben seines Sohnes Alfred Brehm – durch außerordentliche Sesshaftigkeit geprägt: Während seiner 50-jährigen Tätigkeit als Pfarrer verließ Brehm Renthendorf nur selten. In den umliegenden Gemeinden war er allgemein anerkannt und geachtet, da er sich stets – oft sogar in Überschreitung seiner Amtsbefugnisse – für notleidende Menschen einsetzte. Neben seinen Verpflichtungen als Pfarrer investierte er viel Zeit in seine wissenschaftliche Tätigkeit auf dem Gebiet der Ornithologie, was ihm den Spitznamen „Vogelpastor“ einbrachte. Insbesondere mit seiner umfangreichen Sammlung an Vogelbälgen (>9000 Stck.) und Veröffentlichungen zur Taxonomie der Vögel, aber auch Schriften zum Fang, zur Haltung oder Präparation von Vögeln machte er sich einen Namen.
Brehm war während seines Lebens zwei Mal verheiratet. Seine erste Ehe schloss er am 15. Januar 1813 mit Amalia Wilhelmine Wachter (1790–1826), eine Schwester des Historikers Ferdinand Wachter, mit der er acht Kinder bekam, von denen jedoch fünf bereits im ersten Lebensjahr verstarben. Bekannt sind Ferdinand August Brehm (1813–1814), Amalie Mathilda Brehm (1815–1816), Rudolf Brehm (1816–1878), Mathilda Brehm († 1818), Ida Brehm (1820–1821), Hugo Brehm (1821–1822), Oskar Brehm (1823–1850) und eine totgeborene Tochter (1826), bei deren Geburt auch Mutter Amalia verstarb. Dem Witwer Brehm blieben nur die beiden Söhne Rudolf und Oskar. Vor allem ihretwegen suchte er eine neue Partnerin. Nur ein Jahr später heiratete Brehm die Pfarrerstochter Bertha Reiz (1808–1877), die spätere Mutter von Alfred Brehm. Neben Alfred gingen der Arzt, Naturforscher und Ornithologe Reinhold Brehm (1830–1891), Thekla Klothilde Hertha Brehm (1833–1857), Edgar Theobald Brehm (1835–1900), Arthur Matthias Ludwig Brehm (* 1839) und Alexander Wilibald Johannes Brehm (1845–1846) aus dieser Ehe hervor. Zwei der Söhne waren geistig behindert, der jüngste starb bereits mit 9 Monaten. Mehr als 35 Jahre war Bertha Brehm ihrem Mann eine verständnisvolle Partnerin und den Kindern eine gute Mutter. Sie trug wesentlich dazu bei, dass Brehm seine familiären und finanziellen Sorgen meistern konnte.
Brehm verstarb am 23. Juni 1864 im Alter von 77 Jahren in Renthendorf und wurde auf dem Friedhof der Dorfkirche beerdigt. Seine Witwe Bertha ließ daraufhin ein neues Wohnhaus neben dem Pfarrhaus errichten, welches sie mit ihren geistig behinderten Söhnen beziehen konnte. Heute informiert die Brehm-Gedenkstätte in diesem Haus und dem Pfarrhaus in Renthendorf über das Leben und Werk Christian Ludwig Brehms, aber auch das seines Sohnes Alfred Edmund Brehm.

## Wissenschaftliche Arbeit

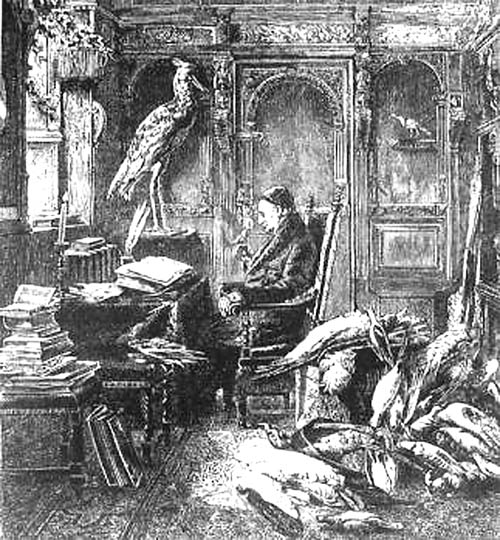
Fiktionale Darstellung Christian Ludwig Brehms bei seiner wissenschaftlichen Arbeit im Pfarrhaus von Carl Werner (1859)

Christian Ludwig Brehm begann frühzeitig, Vogelbälge zu sammeln und legte darauf Wert, nicht nur die attraktiv ausgefärbten Bälge zu sammeln, sondern auch solche im Jugend-, Brut- oder Ruhekleid. Er legte ganze Serien an, also zahlreiche Exemplare derselben Art, jedoch von unterschiedlichem Geschlecht, Alter und aus verschiedenen Regionen. Schließlich besaß er mit 15.000 etikettierten Bälgen eine wissenschaftlich geordnete Sammlung, die an Umfang alle vergleichbaren seiner Zeit übertraf. Sie diente unter anderen seinem Sohn Alfred Brehm sowie Johann Friedrich Naumann als Forschungsobjekt. Er verfasste darüber hinaus zahlreiche Schriften, die wir heute wohl der Taxonomie zuschreiben würden, da er sich vor allem für die Feststellung von strukturellen Unterscheidungsmerkmalen von Vögeln interessierte. Er stellte zahlreiche Unterschiede in Größe, Gefieder, Schnabellänge und Schädelform fest, die ihn veranlassten, neue Arten und Unterarten zu beschreiben. So wurde er z. B. aufgrund seiner Untersuchungen zum Erstbeschreiber des Gartenbaumläufers, der Nachtigall, der Singdrossel, des Schreiadlers und des Schwarzhalstauchers.
Sein besonderes Interesse galt der Unterscheidung von geographischen Subspezies: 55 der von ihm beschriebenen Unterarten in verschiedenen Gegenden Europas wurden später anerkannt. In seinen Bestrebungen, neue Arten zu beschreiben, trieb er es teilweise allerdings zu weit und meinte in jeder morphologischen Abweichung sofort eine neue Art zu erkennen, so dass er beispielsweise in seinem „Handbuch der Naturgeschichte aller Vögel Deutschlands“ mehr als 900 Arten beschrieb und somit einiges an Verwirrung in der Vogelsystematik stiftete. Erst später bekannte er sich zur bereits geläufigen binären Nomenklatur.
Durch die immer noch physisch präsenten Vogelpräparate Christian Ludwig Brehms ist seine Sammlungsarbeit bis heute für die Biodiversitätsforschung von Bedeutung und kann beispielsweise der Erforschung der Artkonstanz im Verlauf der Evolution dienen.
Christian Ludwig Brehm selbst lehnte den Entwicklungsgedanken Charles Darwins ab und musste so zwangsläufig zu falschen Schlussfolgerungen kommen.
Christian Ludwig Brehm wurde mehrfach während seines Lebens für sein wissenschaftliches Werk hoch geehrt. Dazu zählen die 1822 erfolgte Aufnahme in die Leopoldina und 1858 die Verleihung der Ehrendoktorwürde durch die Medizinische Fakultät der Universität Jena.
Während seines gesamten Lebens stand Brehm in intensivem Austausch mit anderen Personen des öffentlichen Lebens der damaligen Zeit (insgesamt 35 Briefpartner), darunter Johann Friedrich Naumann, Friedrich Wilhelm Justus Baedeker, Eugen Ferdinand von Homeyer, Salamon János Petényi, Heinrich David Zander, Johann Heinrich Blasius, Friedrich Boie, Carl Friedrich Bruch, Lorenz Oken, Karl Friedrich August Meisner, Hermann Schlegel, Stanisław Konstanty Pietruski, Colomann Lazar (1827–1874) und Léon Olphe-Galliard (1825–1893).

## Geschichte der Brehmschen Vogelsammlung
Nach dem Tod Brehms erbte seine Frau die vollständige Sammlung und sein Sohn Alfred bemühte sich schon bald um deren Verkauf. In diesem Zuge wurde auch ein Verzeichnis der Hauptsammlung gedruckt. Dort wurden 6973 Exemplare aufgeführt. Der Versuch, die Sammlung zu verkaufen, scheiterte jedoch zunächst und die Sammlung verblieb ungenutzt in Renthendorf. Fast schon in Vergessenheit geraten, wurde sie schließlich 1896 durch Otto Kleinschmidt wiederentdeckt. Für 15 000 Mark wurde sie an das Privatmuseum von Lord Rothschild in Tring bei London verkauft. Ernst Hartert, der damalige Leiter des Museums, holte sie 1897 selbst ab und wertete sie in Großbritannien wissenschaftlich aus. Rothschild wiederum verkaufte 1932 die Sammlung nach New York, wo sie von Charles Vaurie bearbeitet wurde. In späteren Jahren wanderten 2826 Exemplare (zumeist Singvögel) wieder nach Deutschland, in das Museum Alexander Koenig nach Bonn. Insgesamt sind heute noch etwa 7500 Vögel aus der Brehmschen Sammlung erhalten.

## Schriften
Unter seinen mehr als 250 Veröffentlichungen (darunter ornithologische, historische, theologische und allgemein naturkundliche) gelten Christian Ludwig Brehms „Beiträge zur Vögelkunde“ heute als sein wichtigstes Werk. Insgesamt schrieb er 9 eigenständige Werke, an 4 weiteren Büchern war er als Coautor beteiligt. Er gab außerdem mit „Ornis“ eine der ersten ornithologischen Zeitschriften der Welt heraus, die allerdings bereits nach dem Erscheinen des dritten Heftes wieder eingestellt werden musste. Weiterhin veröffentlichte er sehr praxisnahe Ratgeber zum Vogelfang, zur Haltung von Vögeln und zur Präparation derselben. Weitere Manuskripte sind noch immer unveröffentlicht in der Brehm-Gedenkstätte archiviert.
- Beiträge zur Vögelkunde. 3 Bände, ab Band 3 in Zusammenarbeit mit W. Schilling. Neustadt an der Orla 1820–1822.
- Lehrbuch der Naturgeschichte aller europäischen Vögel. 2 Bände, Jena 1823–1824
- Ornis oder das neueste und Wichtigste der Vögelkunde. 3 Hefte, Jena 1824–1827 (erste ornithologische Zeitschrift der Welt).
- Handbuch der Naturgeschichte alle Vögel Deutschlands. Ilmenau 1831.
- Handbuch für den Liebhaber der Stuben-, Haus- und aller der Zähmung werthen Vögel. Ilmenau 1832.
- Der Vogelfang. Leipzig 1836.
- Die Kunst, Vögel als Bälge zu bereiten. Weimar 1842.
- Der vollständige Vogelfang. Weimar 1855.
- mit Alfred Brehm und Reinhold Brehm: Die Geieradler und ihr Leben. Ein Beitrag zur genaueren Kenntnis der edelsten Räuber des Hochgebirges. In: Mittheilungen aus der Werkstätte der Natur 1, 1858, S. 32–41 (Digitalisat), S. 61–66 (Digitalisat).
- Die Wartung, Pflege und Fortpflanzung der Canarienvögel. Weimar 1855, 2. Auflage Weimar 1865, 3. Auflage Weimar 1872, 4. Auflage Weimar 1883, 5. Auflage Weimar 1893.
- Die Naturgeschichte und Zucht der Tauben. Weimar 1857.
- mit E. Baldamus, John Wilhelm von Müller, J. F. Naumann: Verzeichnis der Vögel Europa's. als Tausch-Catalog eingerichtet. Stuttgart 1852.
- Monographie der Papageien oder vollständige Naturgeschichte aller bis jetzt bekannten Papageien mit getreuen und ausgemalten Abbildungen, im Vereine mit anderen Naturforscher herausgegeben von C. L. Brehm. Jena/Paris 1842–1855.
- Lehrbuch der Naturgeschichte aller europäischen Vögel. (2 Bände) August Schmidt, Jena (.pdf)

## Ehrungen
Mehrere Erinnerungstafeln und Gedenkorte erinnern an das Leben und Werk Christian Ludwig Brehms. Dazu zählen:

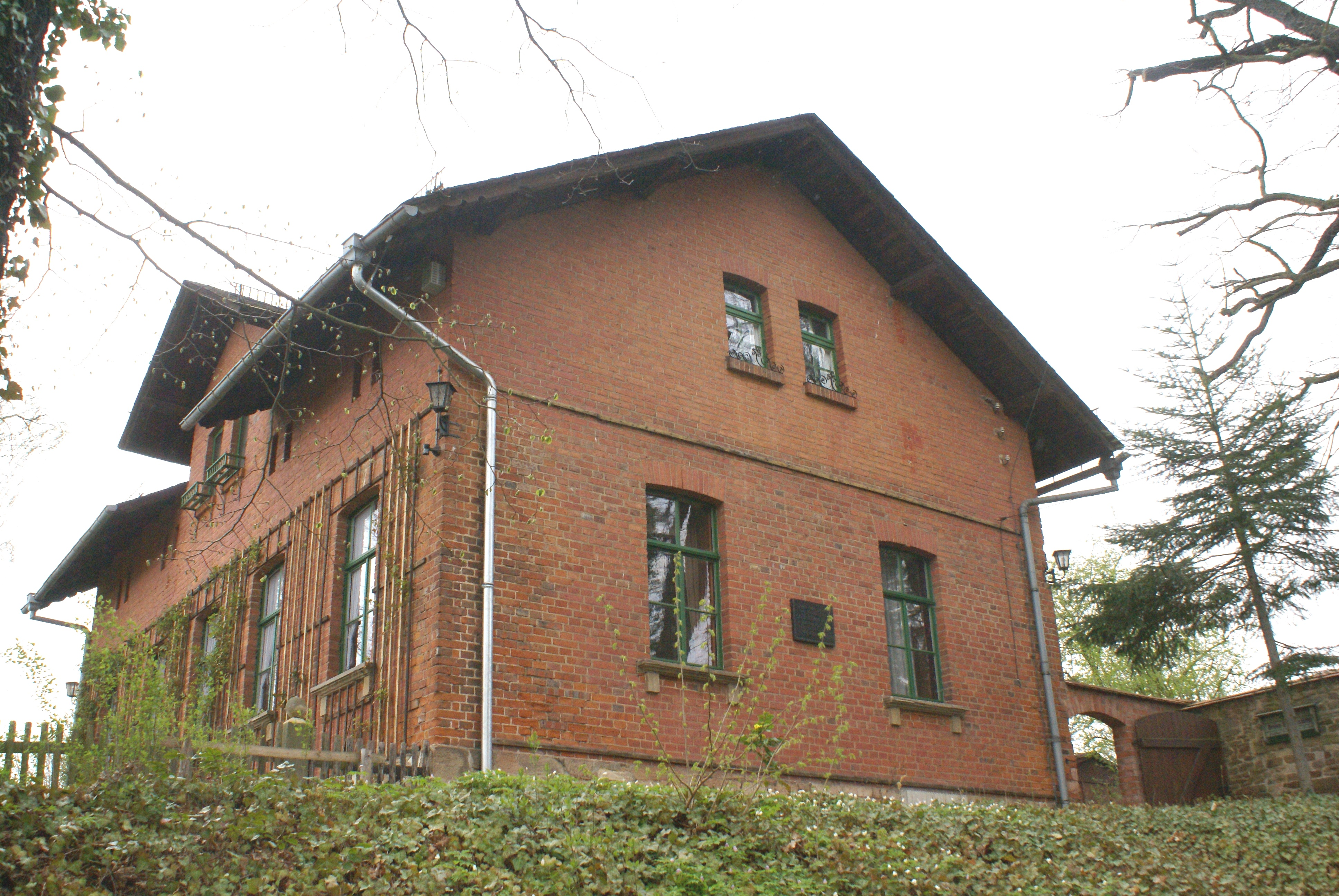
Die Brehm-Gedenkstätte im früheren Wohnhaus der Familie Brehm
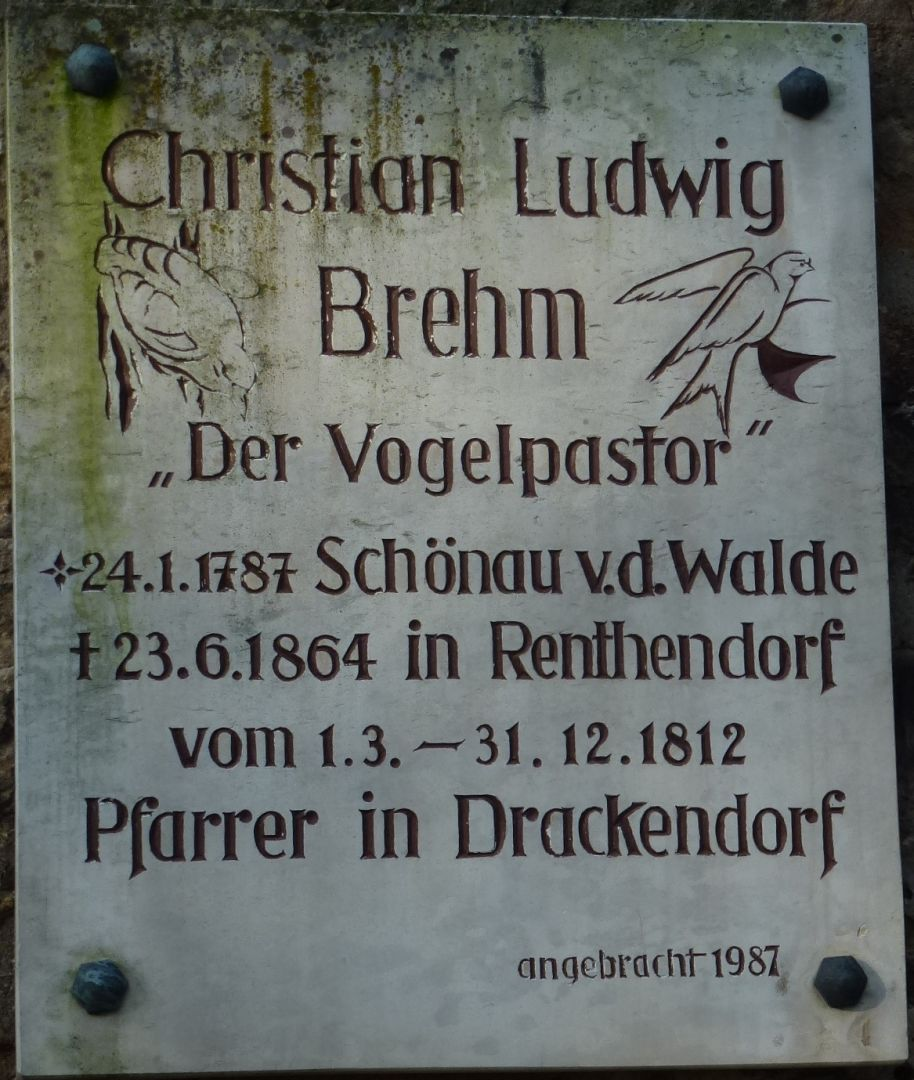
Erinnerungstafel an der Kirche in Drackendorf
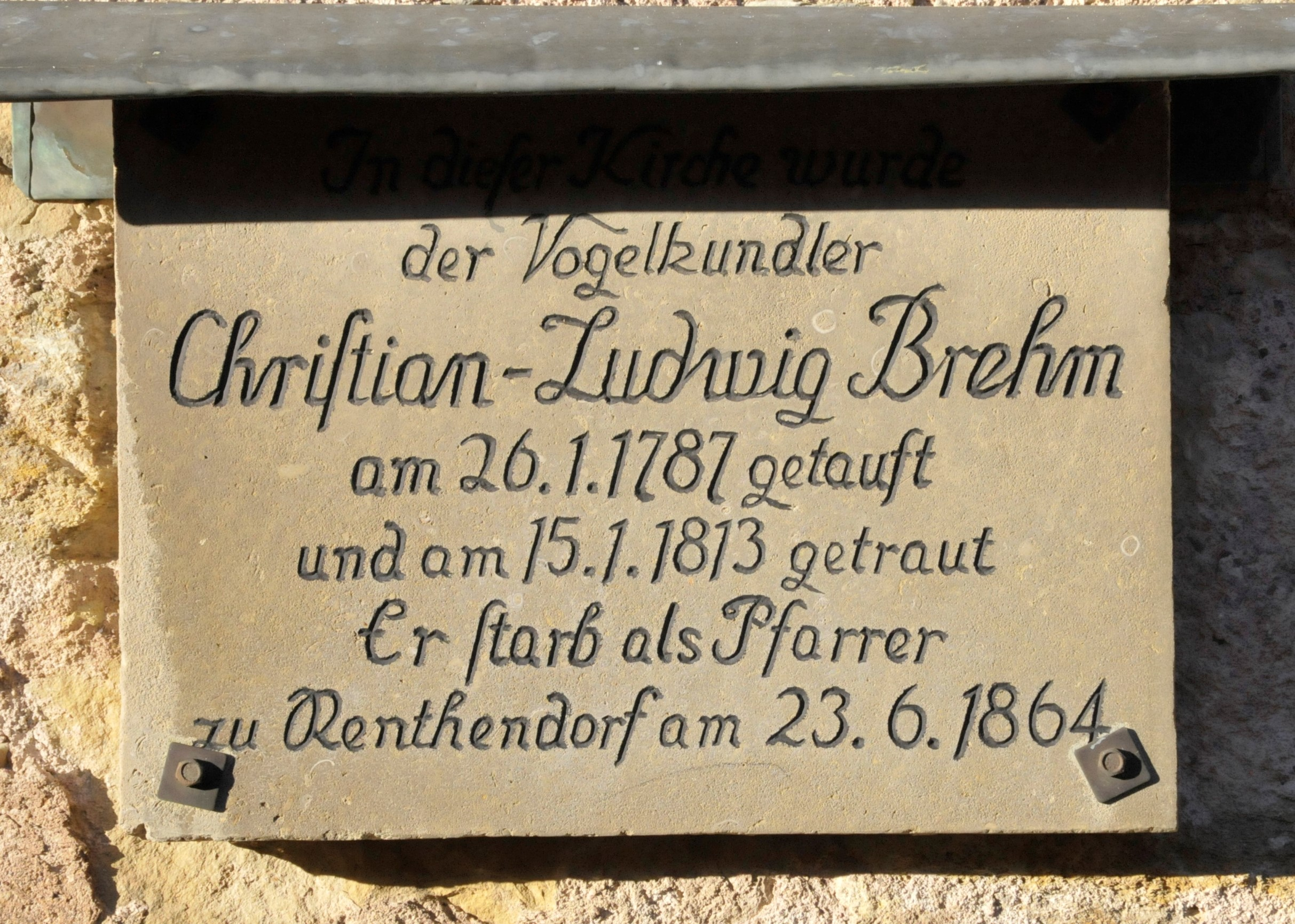
Erinnerungstafel an der Kirche in Schönau vor dem Walde

1996 wurde der Asteroid (7054) Brehm nach Brehm benannt.